# Kgothatso Montjane
Kgothatso Montjane (nacido el 3 de junio de 1986) es una jugadora de tenis en silla de ruedas de Sudáfrica. En 2018, se convirtió en la primera mujer sudafricana negra en competir en Wimbledon.

## Infancia
Montjane nació en Seshego, en la periferia de Polokwane, Limpopo, con un trastorno congénito que le afectó ambas manos y un pie, y el otro pie fue amputado a los 12 años.

## Carrera

Kgothatso Montjane en el US Open 2017.

Montjane es una exitosa tenista en silla de ruedas que se encuentra entre los 10 primeros del ranking de la ITF. Su rango más alto fue el 5 en el mundo en 2005. Fue nombrada deportista discapacitada del año de Sudáfrica tres veces, en 2005, 2011 y 2015. Montjane tiene 29 títulos individuales y ganó torneos como el Abierto de Bélgica en silla de ruedas y el Abierto de Suiza. También tiene éxito en dobles, donde ganó, entre otros, el Abierto de Bélgica en 2015 junto con Jordanne Whiley. En 2013 y 2014, participó en 3 de los 4 torneos de Grand Slam, el Abierto de Australia, Roland Garros y el US Open, donde pudo llegar a cuartos y semifinales en individuales y semifinales en todos los torneos dobles.
Fue miembro del equipo sudafricano en los Juegos Paralímpicos de Verano de 2008, 2012 y 2016, pero no pudo conseguir una medalla. Además de ser paralímpica, participó en la Copa del Mundo por equipos de 2009 y 2011 para Sudáfrica.
En 2018 logró clasificar al prestigioso torneo de Wimbledon, siendo la primera sudafricana negra en hacerlo. En el mismo año, también compitió en el US Open y, por lo tanto, se convirtió en la primera tenista africana en silla de ruedas en clasificar para los cuatro torneos de Grand Slam en el mismo año.